# Nuuday
Nuuday A/S er en dansk telekommunikationsvirksomhed i TDC-koncernen, der udbyder telefoni, bredbånd, tv og underholdningstjenester under en række forskellige brands. Nuuday udgør TDC's forretning rettet mod slutkunder, mens den fysiske infrastruktur drives af søsterselskabet TDC Net.

## Historie
Nuuday blev formelt stiftet i 2018 som TDC O, men skiftede navn i opspaltningsprocessen (først med binavnet NUUDAY, dernæst NEWDAY) og i foråret 2019 blev navnet Nuuday offentliggjort. Den 10. Maj 2019 offentliggjordes den endelige konstellation med TDC's forretning rettet mod slutkunder, kaldet en "digitale serviceenhed", samlet i Nuuday, mens driften af den fysiske infrastruktur blev skilt ud i søsterselskabet TDC Net (ligeledes først som TDC N, dernæst TDC NetCo).

## Brands

### Privat
- Blockbuster
- Eesy
- Hiper
- Telmore
- YouSee
- YouTv

### Erhverv
- Netdesign
- Relatel
- TDC Erhverv